# 大冶有色金属集团
大冶有色金属集团控股有限公司，簡稱大冶有色集团，是一間央企中國有色礦業集團旗下的礦業公司。
公司1953年 由湖北省人民政府批准成立，現時經營集采矿、选矿、冶炼、化工、压延加工、余热发电、综合回收、科研设计、地勘井巷、建筑安装、机械修造、动力运输等行業。
1999年為中国铜铅锌集团公司成员。 铜铅锌集团被撤後屬湖北省人民政府國有資產監督管理委員會擁有。
2008年，大冶有色集团收購香港上市公司中國資源開發集團有限公司借殼上市，並更名為中國大冶有色金屬礦業有限公司。
2011年至2013年國務院國資委旗下的中國有色礦業集團，透過集資發行新股，由湖北省國資委手中得到大冶有色集团的控股權。早前國務院國資委旗下的中國五礦亦於2009年至2011年全資擁有湖南有色集團。
大冶有色集团董事長為张麟，總經理為翟保金。而主要產品為阴极铜，以及黄金、白银、硫酸、铁精矿。

## 註腳
1. ↑  香港子公司與母公司共用簡稱大冶有色金屬、中國大冶金屬、中國大冶等等

## 連結
- DYYS.com （页面存档备份，存于）